# تيت هوستون
تيت هوستون (بالإنجليزية: Tate Houston)‏ هو عازف ساكسفون أمريكي، ولد في 30 نوفمبر 1924، وتوفي في 18 أكتوبر 1974.

## روابط خارجية
- تيت هوستون على موقع أول ميوزيك (الإنجليزية)